# Viola tricolor
La viola del pensiero (Viola tricolor L.), chiamata anche viola tricolore, è una pianta della famiglia delle Violaceae, nota principalmente per il suo fiore.

## Caratteristiche
Molto comune in Europa, che cresce come pianta selvatica e perenne. È stata introdotta in Nord America, dove si è molto diffusa. È la progenitrice della viola del pensiero coltivata (ovvero la Viola × wittrockiana), ed è quindi a volte chiamata viola del pensiero selvatica proprio per distinguerla dalla varietà ibrida che è molto diffusa a scopi ornamentali.
Prima che si sviluppassero le viole coltivate, "viola del pensiero" era un nome alternativo per la forma selvatica, oggigiorno con il nome "viola del pensiero" si intendono genericamente gli ibridi di viola, in particolar modo la Viola × wittrockiana.
Qualche volta si trova anche la varietà Viola tricolor var. hortensis, ma tale nome scientifico è ambiguo. La Viola tricolor var. hortensis Groenland & Rümpler è un sinonimo di Viola × wittrockiana,  mentre Viola tricolor var. hortensis DC. fa riferimento ad una varietà orticola di viole del pensiero selvatiche (Viola tricolor senza ibridazioni interspecifiche) che è stato illustrato inFlora Danica nel 1777 ben prima che venisse creata la Viola × wittrockiana.
Può produrre fino a 50 semi alla volta. È una piccola pianta con portamento rampicante, che raggiunge almeno i 15 cm di altezza, con fiori di 15 mm di diametro. Fiorisce da aprile a settembre; i petali dei fiori possono essere di vari colori tra cui viola, blu, giallo o bianco. È ermafrodita e autofertile, con impollinazione da parte delle api o bombi. La pianta è commestibile.